# Пам'ятник кримському тролейбусу

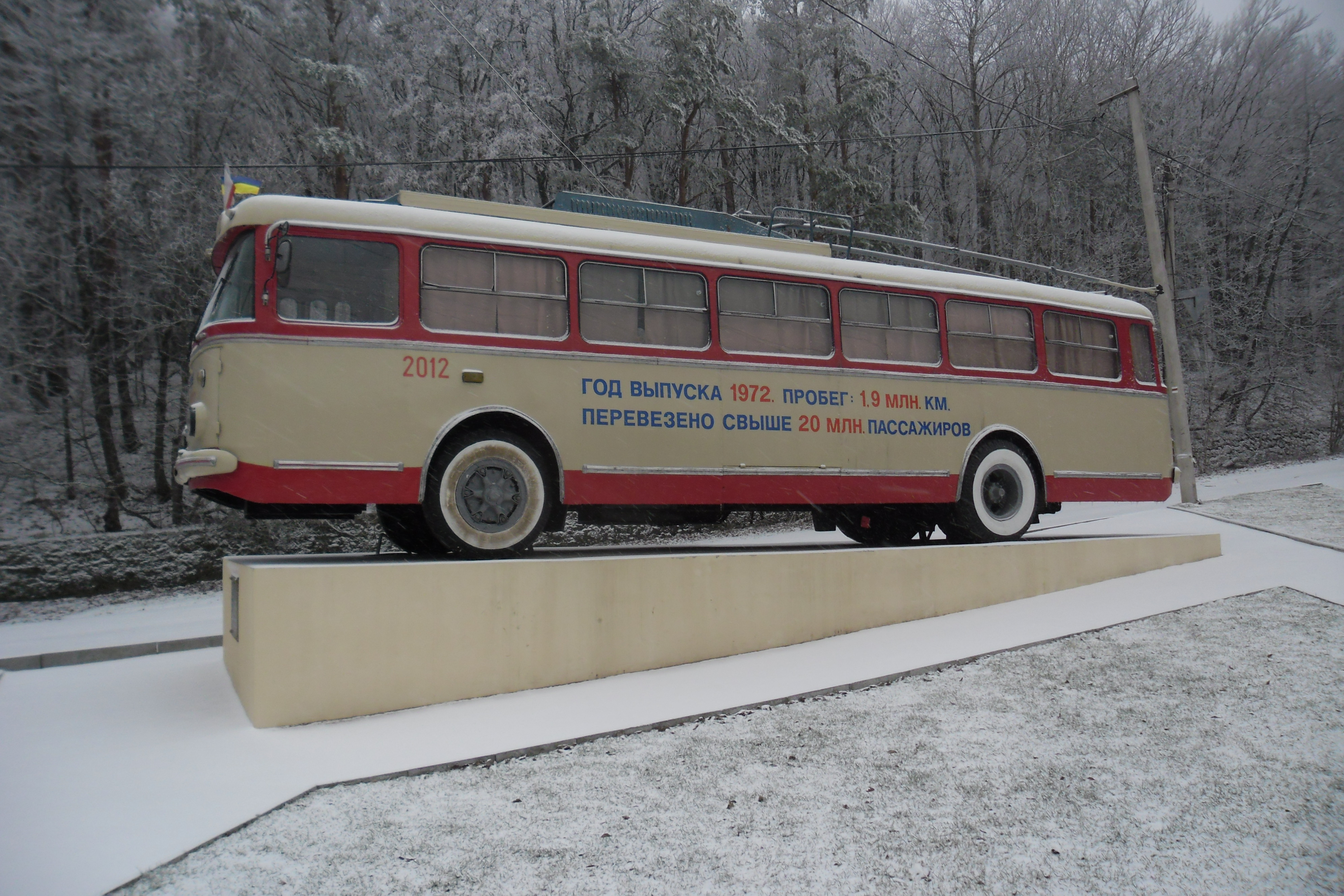
Пам'ятник кримському тролейбусу.

Пам'ятник кримському тролейбусу — встановлений на Ангарському перевалі у 2012 р. на трасі «Сімферополь — Алушта — Ялта». На постаменті встановлено тролейбус-ветеран марки «Шкода» 1972 року випуску. Вважається, що саме цей тролейбус за 40 років експлуатації перевіз понад 20 мільйонів пасажирів.